# Clasificación de Concacaf para la Copa Mundial de Fútbol de 1998
Para la Copa Mundial de Fútbol de 1998 de Francia, la Concacaf disponía de 3 plazas de las 32 totales del mundial. 30 selecciones participaron en la clasificación. México, Estados Unidos, Costa Rica, Honduras, El Salvador y Canadá (las seis selecciones mejor clasificadas según la FIFA); pasaron a las semifinales directamente. El resto de los 24 equipos se dividieron en dos zonas, sobre la base de localización geográfica, de la siguiente manera:
- Zona del Caribe: 20 equipos jugaron tres rondas eliminatorias para determinar los 4 equipos que pasaron a la ronda semifinal.
- Zona de América Central: los 4 equipos se emparejaron en eliminatorias. Los vencedores pasaron a las ronda semifinal.

En las semifinales, los 12 equipos se dividieron en 3 grupos de 4 equipos cada uno. Los dos primeros de grupo pasaron a la ronda final.
Para este proceso de clasificación se implementó para la ronda final, el «hexagonal», en la cual los 6 equipos restantes jugaron una liga de diez jornadas a visita recíproca. Los tres primeros se clasificaron para la Copa Mundial de Fútbol de 1998. 
En esta edición, México realizó una campaña histórica al finalizar invicto la fase final (hexagonal) de la clasificación. También conquistó la marca de más anotaciones con 23 en 10 partidos.

## Ronda preliminar
| Equipo 1               | Agr. | Equipo 2          | Ida | Vuelta |
| ---------------------- | ---- | ----------------- | --- | ------ |
| República Dominicana   | 6–3  | Aruba             | 3–2 | 3–1    |
| Guyana                 | 1–8  | Granada           | 1–2 | 0–6    |
| San Cristóbal y Nieves | w/o  | Bahamas           | —   | —      |
| Dominica               | 6–4  | Antigua y Barbuda | 3–3 | 3–1    |

### Grupo A
| 24-3-1996 | República Dominicana                   | 3 – 2   | Aruba                       | Estadio Olímpico Félix Sánchez, Santo Domingo             |                                                           |
|           | Rodríguez 28' · Mariano 50' · Peña 73' | Reporte | Davelaar 60' · Malmberg 84' | Asistencia: 5,000 espectadores Árbitro(s): Timothy Joseph | Asistencia: 5,000 espectadores Árbitro(s): Timothy Joseph |

| 31-3-1996 | Aruba               | 1 – 3 (Global 3-6) | República Dominicana                          | Trinidad Stadium, Oranjestad                                      |                                                                   |
|           | Davelaar 38' (pen.) | Reporte            | Rodríguez 5' (pen.) · Aquino 62' · Queliz 87' | Asistencia: 1,137 espectadores Árbitro(s): Gilberto Alcalá Pineda | Asistencia: 1,137 espectadores Árbitro(s): Gilberto Alcalá Pineda |

### Grupo B
| 29-3-1996 | Guyana     | 1 – 2   | Granada                        | Bourda, Georgetown                                           |                                                              |
|           | Joseph 13' | Reporte | Charles 54' · Otis Roberts 63' | Asistencia: 1,000 espectadores Árbitro(s): Christiaan Eiloof | Asistencia: 1,000 espectadores Árbitro(s): Christiaan Eiloof |

| 7-4-1996 | Granada                                               | 6 – 0 (Global 8-1) | Guyana | Grenada National Stadium, Saint George's                  |                                                           |
|          | Charles 33' · François 40' 47' · Fletcher 48' 71' 82' | Reporte            |        | Asistencia: 4,000 espectadores Árbitro(s): Billy Doctrove | Asistencia: 4,000 espectadores Árbitro(s): Billy Doctrove |

### Grupo C
Bahamas se retiró, por lo que San Cristóbal y Nieves avanza directamente a la siguiente ronda.

### Grupo D
| 10-3-1996 | Dominica                                  | 3 – 3   | Antigua y Barbuda            | Windsor Park, Roseau                                  |                                                       |
|           | Dominique 8' · Dangler 42' · Marshall 89' | Reporte | Clarke 15' · Edwards 28' 75' | Asistencia: 4,500 espectadores Árbitro(s): Mark Forde | Asistencia: 4,500 espectadores Árbitro(s): Mark Forde |

| 31-3-1996 | Antigua y Barbuda | 1 – 3 (Global 4-6) | Dominica                                  | Antigua Recreation Ground, St. John's                |                                                      |
|           | Edwards 59'       | Reporte            | Greenaway 23' · Morancie 60' · Edmond 66' | Asistencia: 900 espectadores Árbitro(s): Evaroy Babb | Asistencia: 900 espectadores Árbitro(s): Evaroy Babb |

## Primera ronda
| Equipo 1               | Agr. | Equipo 2                     | Ida | Vuelta |
| ---------------------- | ---- | ---------------------------- | --- | ------ |
| República Dominicana   | 2–1  | Antillas Neerlandesas        | 2–1 | 0–0    |
| Haití                  | 7–1  | Granada                      | 6–1 | 1–0    |
| Islas Caimán           | 0–6  | Cuba                         | 0–1 | 0–5    |
| San Cristóbal y Nieves | 6–1  | Santa Lucía                  | 5–1 | 1–0    |
| Puerto Rico            | 1–9  | San Vicente y las Granadinas | 1–2 | 0–7    |
| Dominica               | 0–2  | Barbados                     | 0–1 | 0–1    |
| Surinam                | 0–2  | Jamaica                      | 0–1 | 0–1    |
| Trinidad y Tobago      | w/o  | Bermudas                     | —   | —      |

### Grupo 1
| 4-5-1996 | República Dominicana     | 2 – 1   | Antillas Neerlandesas | Estadio Olímpico Félix Sánchez, Santo Domingo                           |                                                                         |
|          | Jiménez 35' · Zapata 68' | Reporte | Gersley 40'           | Asistencia: 2,000 espectadores Árbitro(s): Victorino Rodríguez Portillo | Asistencia: 2,000 espectadores Árbitro(s): Victorino Rodríguez Portillo |

| 11-5-1996 | Antillas Neerlandesas | 0 – 0 (Global 1-2) | República Dominicana | Ergilio Hato Stadium, Willemstad                                    |                                                                     |
|           |                       | Reporte            |                      | Asistencia: 1,111 espectadores Árbitro(s): Carlos Mendizabal Euceda | Asistencia: 1,111 espectadores Árbitro(s): Carlos Mendizabal Euceda |

### Grupo 2
| 12-5-1996 | Haití                                                | 6 – 1   | Granada     | Stade Capois, Cap Haitien                              |                                                        |
|           | Chevalier 11' · Pierre 35' 58' · Chauvet 62' 64' 73' | Reporte | Modeste 85' | Asistencia: 5500 espectadores Árbitro(s): Robin Murray | Asistencia: 5500 espectadores Árbitro(s): Robin Murray |

| 18-5-1996 | Granada | 0 – 1 (Global 1-7) | Haití      | Queen's Park, St. George's                             |                                                        |
|           |         | Reporte            | Pierre 49' | Asistencia: 1200 espectadores Árbitro(s): Victor Moore | Asistencia: 1200 espectadores Árbitro(s): Victor Moore |

### Grupo 3
| 12-5-1996 | Islas Caimán | 0 – 1   | Cuba         | Truman Bodden, George Town                                 |                                                            |
|           |              | Reporte | Darcourt 10' | Asistencia: 2000 espectadores Árbitro(s): Argelio Sabillon | Asistencia: 2000 espectadores Árbitro(s): Argelio Sabillon |

| 14-5-1996 | Cuba                                                     | 5 – 0 (Global 6-0) | Islas Caimán | Truman Bodden, George Town, Islas Caimán                             |                                                                      |
|           | Cruzata 19' · Sebrango 63' · Darcourt 68' 81' · Moré 83' | Reporte            |              | Asistencia: 1200 espectadores Árbitro(s): Pascual Rebolledo Cárdenas | Asistencia: 1200 espectadores Árbitro(s): Pascual Rebolledo Cárdenas |

### Grupo 4
| 5-5-1996 | San Cristóbal y Nieves                                | 5 – 1   | Santa Lucía | Warner Park, Basseterre                                |                                                        |
|          | Allers-Kelly 5' 86' · Sargeant 22' 44' · K. Gumbs 41' | Reporte | Jean 51'    | Asistencia: 1500 espectadores Árbitro(s): Robin Murray | Asistencia: 1500 espectadores Árbitro(s): Robin Murray |

| 19-5-1996 | Santa Lucía | 0 – 1 (Global 1-6) | San Cristóbal y Nieves | Mindoo Philip Park, Castries                                     |                                                                  |
|           |             | Reporte            | Allers-Kelly 50'       | Asistencia: 500 espectadores Árbitro(s): Harry Leocadio Davelaar | Asistencia: 500 espectadores Árbitro(s): Harry Leocadio Davelaar |

### Grupo 5
| 4-5-1996 | Puerto Rico       | 1 – 2   | San Vicente y las Granadinas | Estadio Efraín Carcayo Alicea, Bayamón |                           |
|          | Lugris 70' (pen.) | Reporte | Huggins 18' · Hinds 58'      | Árbitro(s): Manuel Villar              | Árbitro(s): Manuel Villar |

| 12-5-1996 | San Vicente y las Granadinas                                         | 7 – 0 (Global 9-1) | Puerto Rico | Amos Vale Stadium, Kingstown                                    |                                                                 |
|           | Jack 3' 13' 25' · Mussenden 35' (a.g.) · Hinds 37' 59' · Charles 64' | Reporte            |             | Asistencia: 2000 espectadores Árbitro(s): Lancelotte Livingston | Asistencia: 2000 espectadores Árbitro(s): Lancelotte Livingston |

### Grupo 6
| 14-5-1996 | Dominica | 0 – 1   | Barbados     | Windsor Park, Roseau                                      |                                                           |
|           |          | Reporte | Proverbs 63' | Asistencia: 3000 espectadores Árbitro(s): Charles Barrett | Asistencia: 3000 espectadores Árbitro(s): Charles Barrett |

| 19-5-1996 | Barbados      | 1 – 0 (Global 2-0) | Dominica | Barbados National Stadium, Bridgetown                          |                                                                |
|           | Goodridge 67' | Reporte            |          | Asistencia: 2500 espectadores Árbitro(s): Austin Eric Harewood | Asistencia: 2500 espectadores Árbitro(s): Austin Eric Harewood |

### Grupo 7
| 31-3-1996 | Surinam | 0 – 1   | Jamaica      | Flora Stadion, Paramaribo                                |                                                          |
|           |         | Reporte | Whitmore 56' | Asistencia: 2,500 espectadores Árbitro(s): Vanroy Burnes | Asistencia: 2,500 espectadores Árbitro(s): Vanroy Burnes |

| 21-4-1996 | Jamaica      | 1 – 0 (Global 2-0) | Surinam | Independence Park, Kingston                                        |                                                                    |
|           | P. Davis 73' | (report) Reporte]  |         | Asistencia: 6,100 espectadores Árbitro(s): Ronald Gutíerrez Castro | Asistencia: 6,100 espectadores Árbitro(s): Ronald Gutíerrez Castro |

### Grupo 8
Bermudas se retiró, por lo que Trinidad y Tobago pasaró a la tercera ronda directamente.

## Segunda ronda
| Equipo 1                | Agr.            | Equipo 2                     | Ida             | Vuelta          |                 |
| Zona del Caribe         | Zona del Caribe | Zona del Caribe              | Zona del Caribe | Zona del Caribe | Zona del Caribe |
| ----------------------- | --------------- | ---------------------------- | --------------- | --------------- | --------------- |
| Cuba                    | 7–2             | Haití                        | 6–1             | 1–1             |                 |
| República Dominicana    | 1–12            | Trinidad y Tobago            | 1–4             | 0–8             |                 |
| Barbados                | 0–3             | Jamaica                      | 0–1             | 0–2             |                 |
| San Cristóbal y Nieves  | 2–2 (v.)        | San Vicente y las Granadinas | 2–2             | 0–0             |                 |
| Zona de América Central |                 |                              |                 |                 |                 |
| Nicaragua               | 1–3             | Guatemala                    | 0–1             | 1–2             |                 |
| Belice                  | 2–6             | Panamá                       | 1–2             | 1–4             |                 |

### Zona del Caribe

#### Grupo A
| 23-6-1996 | Cuba                                                         | 6 – 1   | Haití      | Hasely Crawford Stadium, Port of Spain, Trinidad y Tobago       |                                                                 |
|           | Sebrango 18' · Pedraza 44' · Darcourt 61' 70' 71' · Moré 81' | Reporte | Pierre 84' | Asistencia: 2,000 espectadores Árbitro(s): Mario Efraín Escobar | Asistencia: 2,000 espectadores Árbitro(s): Mario Efraín Escobar |

| 30-6-1996 | Haití       | 1 – 1 (Global 2-7) | Cuba            | Stade Capois, Cap Haitien                                         |                                                                   |
|           | Chauvet 21' | Reporte            | Cruz 79' (pen.) | Asistencia: 4,500 espectadores Árbitro(s): Ramón Luis Méndez Vega | Asistencia: 4,500 espectadores Árbitro(s): Ramón Luis Méndez Vega |

#### Grupo B
| 15-6-1996 | República Dominicana | 1 – 4   | Trinidad y Tobago                            | Estadio Olímpico, Santo Domingo                                 |                                                                 |
|           | Jiménez 59'          | Reporte | Latapy 37' 67' · Aquino 39' (a.g.) · Eve 84' | Asistencia: 1,500 espectadores Árbitro(s): Arturo Brizio Carter | Asistencia: 1,500 espectadores Árbitro(s): Arturo Brizio Carter |

| 23-6-1996 | Trinidad y Tobago                                                   | 8 – 0 (Global 12-1) | República Dominicana | Hasely Crawford Stadium, Port of Spain                     |                                                            |
|           | John 1' 23' 80' · Yorke 8' · Eve 16' 42' · Rougier 19' · Latapy 89' | Reporte             |                      | Asistencia: 8,000 espectadores Árbitro(s): Rodrigo Badilla | Asistencia: 8,000 espectadores Árbitro(s): Rodrigo Badilla |

#### Grupo C
| 23-6-1996 | Barbados | 0 – 1   | Jamaica  | Barbados National Stadium, Bridgetown                     |                                                           |
|           |          | Reporte | Boyd 90' | Asistencia: 5,000 espectadores Árbitro(s): Arturo Ángeles | Asistencia: 5,000 espectadores Árbitro(s): Arturo Ángeles |

| 30-6-1996 | Jamaica                 | 2 – 0 (Global 3-0) | Barbados | Independence Park, Kingston                                |                                                            |
|           | Whitmore 23' · Boyd 72' | Reporte            |          | Asistencia: 15,000 espectadores Árbitro(s): Ramesh Ramdhan | Asistencia: 15,000 espectadores Árbitro(s): Ramesh Ramdhan |

#### Grupo D
| 23-6-1996 | San Cristóbal y Nieves     | 2 – 2   | San Vicente y las Granadinas | Warner Park, Basseterre                               |                                                       |
|           | K. Gumbs 38' · Bedford 88' | Reporte | Hinds 12' · Velox 35'        | Asistencia: 3,000 espectadores Árbitro(s): Mark Forde | Asistencia: 3,000 espectadores Árbitro(s): Mark Forde |

| 30-6-1996 | San Vicente y las Granadinas | 0 – 0 (Global 2-2) | San Cristóbal y Nieves | Amos Vale Stadium, Kingstown  |                               |
| |                              | Reporte            |                        | Árbitro(s): Peter Prendergast | Árbitro(s): Peter Prendergast |
| El resultado global fue 2:2; San Vicente y las Granadinas pasó a la ronda semifinal, debido a la regla del gol de visitante. |                              |                    |                        |                               |                               |

### Zona de América Central

#### Grupo E
| 5-5-1996 | Nicaragua | 0 – 1   | Guatemala | Estadio Cacique Diriangén, Diriamba                    |                                                        |
|          |           | Reporte | Plata 27' | Asistencia: 2,500 espectadores Árbitro(s): Tim Wayland | Asistencia: 2,500 espectadores Árbitro(s): Tim Wayland |

| 10-5-1996 | Guatemala     | 2 – 1 (Global 3-1) | Nicaragua | Estadio Mateo Flores, Guatemala City                   |                                                        |
|           | Plata 62' 67' | Reporte            | Jerez 87' | Asistencia: 25,000 espectadores Árbitro(s): Dino Bucci | Asistencia: 25,000 espectadores Árbitro(s): Dino Bucci |

#### Grupo F
| 2-6-1996 | Belice       | 1 – 2   | Panamá                      | National Stadium, Belize City                                      |                                                                    |
|          | McCauley 28' | Reporte | Guevara 57' · JC.Valdés 61' | Asistencia: 2,000 espectadores Árbitro(s): Rafael Rodríguez Medina | Asistencia: 2,000 espectadores Árbitro(s): Rafael Rodríguez Medina |

| 1996-06-09 | Panamá                               | 4 – 1 (Global 6-2) | Belice    | Estadio Rommel Fernández, Panama City                     |                                                           |
|            | JC.Valdés 14' 46' 61' · Mendieta 88' | Reporte            | Casey 60' | Asistencia: 17,500 espectadores Árbitro(s): Donald Campos | Asistencia: 17,500 espectadores Árbitro(s): Donald Campos |

## Tercera ronda

### Grupo A
| Pos. | Equipo            | Pts. | PJ | G | E | P | GF | GC | Dif. | Clasificación |     | Bandera de Estados Unidos | Bandera de Costa Rica | Bandera de Guatemala | Bandera de Trinidad y Tobago |
| ---- | ----------------- | ---- | -- | - | - | - | -- | -- | ---- | ------------- | --- | ------------------------- | --------------------- | -------------------- | ---------------------------- |
| 1    | Estados Unidos    | 13   | 6  | 4 | 1 | 1 | 10 | 5  | +5   | Cuarta ronda  |     | —                         | 2:1                   | 2:0                  | 2:0                          |
| 2    | Costa Rica        | 12   | 6  | 4 | 0 | 2 | 9  | 5  | +4   | Cuarta ronda  |     | 2:1                       | —                     | 3:0                  | 2:1                          |
| 3    | Guatemala         | 8    | 6  | 2 | 2 | 2 | 6  | 9  | −3   |               |     | 2:2                       | 1:0                   | —                    | 2:1                          |
| 4    | Trinidad y Tobago | 1    | 6  | 0 | 1 | 5 | 3  | 9  | −6   |               | 0:1 | 0:1                       | 1:1                   | —                    |                              |

 Fuente: [cita requerida]
| Fecha                   | Lugar                        |                   |                              | Resultado |                              |                   |
| ----------------------- | ---------------------------- | ----------------- | ---------------------------- | --------- | ---------------------------- | ----------------- |
| 1 de septiembre de 1996 | Puerto España                | Trinidad y Tobago | Bandera de Trinidad y Tobago | 0:1 (0:0) | Bandera de Costa Rica        | Costa Rica        |
| 6 de octubre de 1996    | Puerto España                | Trinidad y Tobago | Bandera de Trinidad y Tobago | 1:1 (1:1) | Bandera de Guatemala         | Guatemala         |
| 3 de noviembre de 1996  | Washington D. C.             | Estados Unidos    | Bandera de Estados Unidos    | 2:0 (0:0) | Bandera de Guatemala         | Guatemala         |
| 10 de noviembre de 1996 | Richmond                     | Estados Unidos    | Bandera de Estados Unidos    | 2:0 (0:0) | Bandera de Trinidad y Tobago | Trinidad y Tobago |
| 17 de noviembre de 1996 | San José                     | Costa Rica        | Bandera de Costa Rica        | 3:0 (0:0) | Bandera de Guatemala         | Guatemala         |
| 24 de noviembre de 1996 | Puerto España                | Trinidad y Tobago | Bandera de Trinidad y Tobago | 0:1 (0:1) | Bandera de Estados Unidos    | Estados Unidos    |
| 24 de noviembre de 1996 | Los Ángeles (Estados Unidos) | Guatemala         | Bandera de Guatemala         | 1:0 (1:0) | Bandera de Costa Rica        | Costa Rica        |
| 1 de diciembre de 1996  | San José                     | Costa Rica        | Bandera de Costa Rica        | 2:1 (1:0) | Bandera de Estados Unidos    | Estados Unidos    |
| 8 de diciembre de 1996  | Los Ángeles (Estados Unidos) | Guatemala         | Bandera de Guatemala         | 2:1 (1:1) | Bandera de Trinidad y Tobago | Trinidad y Tobago |
| 14 de diciembre de 1996 | Palo Alto                    | Estados Unidos    | Bandera de Estados Unidos    | 2:1 (1:0) | Bandera de Costa Rica        | Costa Rica        |
| 21 de diciembre de 1996 | Cartago                      | Costa Rica        | Bandera de Costa Rica        | 2:1 (1:1) | Bandera de Trinidad y Tobago | Trinidad y Tobago |
| 21 de diciembre de 1996 | San Salvador (El Salvador)   | Guatemala         | Bandera de Guatemala         | 2:2 (2:1) | Bandera de Estados Unidos    | Estados Unidos    |

### Grupo B
| Pos. | Equipo      | Pts. | PJ | G | E | P | GF | GC | Dif. | Clasificación |     | Bandera de Canadá | Bandera de El Salvador | Bandera de Panamá | Bandera de Cuba |
| ---- | ----------- | ---- | -- | - | - | - | -- | -- | ---- | ------------- | --- | ----------------- | ---------------------- | ----------------- | --------------- |
| 1    | Canadá      | 16   | 6  | 5 | 1 | 0 | 10 | 1  | +9   | Cuarta ronda  |     | —                 | 1:0                    | 3:1               | 2:0             |
| 2    | El Salvador | 10   | 6  | 3 | 1 | 2 | 12 | 6  | +6   | Cuarta ronda  |     | 0:2               | —                      | 3:2               | 3:0             |
| 3    | Panamá      | 5    | 6  | 1 | 2 | 3 | 8  | 11 | −3   |               |     | 0:0               | 1:1                    | —                 | 3:1             |
| 4    | Cuba        | 3    | 6  | 1 | 0 | 5 | 4  | 16 | −12  |               | 0:2 | 0:5               | 3:1                    | —                 |                 |

 Fuente: [cita requerida]
| Fecha                    | Lugar                      |             |                        | Resultado |                        |             |
| ------------------------ | -------------------------- | ----------- | ---------------------- | --------- | ---------------------- | ----------- |
| 30 de agosto de 1996     | Edmonton                   | Canadá      | Bandera de Canadá      | 3:1 (2:0) | Bandera de Panamá      | Panamá      |
| 8 de septiembre de 1996  | San Salvador (El Salvador) | Cuba        | Bandera de Cuba        | 0:5 (0:1) | Bandera de El Salvador | El Salvador |
| 22 de septiembre de 1996 | Panamá (Panamá)            | Cuba        | Bandera de Cuba        | 3:1 (1:0) | Bandera de Panamá      | Panamá      |
| 6 de octubre de 1996     | Panamá                     | Panamá      | Bandera de Panamá      | 1:1 (1:0) | Bandera de El Salvador | El Salvador |
| 10 de octubre de 1996    | Edmonton                   | Canadá      | Bandera de Canadá      | 2:0 (1:0) | Bandera de Cuba        | Cuba        |
| 13 de octubre de 1996    | Edmonton (Canadá)          | Cuba        | Bandera de Cuba        | 0:2 (0:1) | Bandera de Canadá      | Canadá      |
| 27 de octubre de 1996    | Panamá                     | Panamá      | Bandera de Panamá      | 0:0       | Bandera de Canadá      | Canadá      |
| 3 de noviembre de 1996   | Vancouver                  | Canadá      | Bandera de Canadá      | 1:0 (0:0) | Bandera de El Salvador | El Salvador |
| 10 de noviembre de 1996  | San Salvador               | El Salvador | Bandera de El Salvador | 3:2 (1:1) | Bandera de Panamá      | Panamá      |
| 1 de diciembre de 1996   | San Salvador               | El Salvador | Bandera de El Salvador | 3:0 (2:0) | Bandera de Cuba        | Cuba        |
| 15 de diciembre de 1996  | Panamá                     | Panamá      | Bandera de Panamá      | 3:1 (1:0) | Bandera de Cuba        | Cuba        |
| 15 de diciembre de 1996  | San Salvador               | El Salvador | Bandera de El Salvador | 0:2 (0:0) | Bandera de Canadá      | Canadá      |

### Grupo C
| Pos. | Equipo                       | Pts. | PJ | G | E | P | GF | GC | Dif. | Clasificación |     | Bandera de Jamaica | Bandera de México | Bandera de Honduras | Bandera de San Vicente y las Granadinas |
| ---- | ---------------------------- | ---- | -- | - | - | - | -- | -- | ---- | ------------- | --- | ------------------ | ----------------- | ------------------- | --------------------------------------- |
| 1    | Jamaica                      | 13   | 6  | 4 | 1 | 1 | 12 | 3  | +9   | Cuarta ronda  |     | —                  | 1:0               | 3:0                 | 5:0                                     |
| 2    | México                       | 12   | 6  | 4 | 0 | 2 | 14 | 6  | +8   | Cuarta ronda  |     | 2:1                | —                 | 3:1                 | 5:1                                     |
| 3    | Honduras                     | 10   | 6  | 3 | 1 | 2 | 18 | 11 | +7   |               |     | 0:0                | 2:1               | —                   | 11:3                                    |
| 4    | San Vicente y las Granadinas | 0    | 6  | 0 | 0 | 6 | 6  | 30 | −24  |               | 1:2 | 0:3                | 1:4               | —                   |                                         |

 Fuente: [cita requerida]
| Fecha                    | Lugar            |                              |                                         | Resultado  |                                         |                              |
| ------------------------ | ---------------- | ---------------------------- | --------------------------------------- | ---------- | --------------------------------------- | ---------------------------- |
| 15 de septiembre de 1996 | Kingston         | Jamaica                      | Bandera de Jamaica                      | 3:0 (2:0)  | Bandera de Honduras                     | Honduras                     |
| 15 de septiembre de 1996 | Kingstown        | San Vicente y las Granadinas | Bandera de San Vicente y las Granadinas | 0:3 (0:1)  | Bandera de México                       | México                       |
| 21 de septiembre de 1996 | San Pedro Sula   | Honduras                     | Bandera de Honduras                     | 2:1 (0:0)  | Bandera de México                       | México                       |
| 23 de septiembre de 1996 | Kingstown        | San Vicente y las Granadinas | Bandera de San Vicente y las Granadinas | 1:2 (0:2)  | Bandera de Jamaica                      | Jamaica                      |
| 13 de octubre de 1996    | Kingstown        | San Vicente y las Granadinas | Bandera de San Vicente y las Granadinas | 1:4 (0:3)  | Bandera de Honduras                     | Honduras                     |
| 16 de octubre de 1996    | Ciudad de México | México                       | Bandera de México                       | 2:1 (1:0)  | Bandera de Jamaica                      | Jamaica                      |
| 27 de octubre de 1996    | Tegucigalpa      | Honduras                     | Bandera de Honduras                     | 0:0        | Bandera de Jamaica                      | Jamaica                      |
| 30 de octubre de 1996    | Ciudad de México | México                       | Bandera de México                       | 5:1 (2:0)  | Bandera de San Vicente y las Granadinas | San Vicente y las Granadinas |
| 6 de noviembre de 1996   | Ciudad de México | México                       | Bandera de México                       | 3:1 (3:0)  | Bandera de Honduras                     | Honduras                     |
| 10 de noviembre de 1996  | Kingston         | Jamaica                      | Bandera de Jamaica                      | 5:0 (2:0)  | Bandera de San Vicente y las Granadinas | San Vicente y las Granadinas |
| 17 de noviembre de 1996  | Kingston         | Jamaica                      | Bandera de Jamaica                      | 1:0 (0:0)  | Bandera de México                       | México                       |
| 17 de noviembre de 1996  | San Pedro Sula   | Honduras                     | Bandera de Honduras                     | 11:3 (5:1) | Bandera de San Vicente y las Granadinas | San Vicente y las Granadinas |

## Cuarta ronda (Hexagonal final)
La última fase de la eliminatoria, el hexagonal final, contó con los primeros y segundos de grupo de la ronda anterior. Esta ronda constó de un solo grupo, los seis equipos jugaron todos contra todos con cada país como local y visitante. Los mejores tres equipos que queden posicionados se clasificaron para el Mundial.
| Pos. | Equipo         | Pts. | PJ | G | E | P | GF | GC | Dif. | Clasificación        |     | Bandera de México | Bandera de Estados Unidos | Bandera de Jamaica | Bandera de Costa Rica | Bandera de El Salvador | Bandera de Canadá |
| ---- | -------------- | ---- | -- | - | - | - | -- | -- | ---- | -------------------- | --- | ----------------- | ------------------------- | ------------------ | --------------------- | ---------------------- | ----------------- |
| 1    | México         | 18   | 10 | 4 | 6 | 0 | 23 | 7  | +16  | Copa Mundial de 1998 |     | —                 | 0:0                       | 6:0                | 3:3                   | 5:0                    | 4:0               |
| 2    | Estados Unidos | 17   | 10 | 4 | 5 | 1 | 17 | 9  | +8   | Copa Mundial de 1998 |     | 2:2               | —                         | 1:1                | 1:0                   | 4:2                    | 3:0               |
| 3    | Jamaica        | 14   | 10 | 3 | 5 | 2 | 7  | 12 | −5   | Copa Mundial de 1998 |     | 0:0               | 0:0                       | —                  | 1:0                   | 1:0                    | 1:0               |
| 4    | Costa Rica     | 12   | 10 | 3 | 3 | 4 | 13 | 12 | +1   |                      |     | 0:0               | 3:2                       | 3:1                | —                     | 0:0                    | 3:1               |
| 5    | El Salvador    | 10   | 10 | 2 | 4 | 4 | 11 | 16 | −5   |                      | 0:1 | 1:1               | 2:2                       | 2:1                | —                     | 4:1                    |                   |
| 6    | Canadá         | 6    | 10 | 1 | 3 | 6 | 5  | 20 | −15  |                      | 2:2 | 0:3               | 0:0                       | 1:0                | 0:0                   | —                      |                   |

 Fuente: [cita requerida]

### Evolución de la clasificación
| País / Fecha   | 1  | 2  | 3  | 4  | 5  | 6  | 7  | 8  | 9  | 10 |
| -------------- | -- | -- | -- | -- | -- | -- | -- | -- | -- | -- |
| México         | 1° | 1° | 1° | 1° | 1° | 1° | 2° | 1° | 1° | 1° |
| Estados Unidos | 2° | 2° | 2° | 3° | 3° | 2° | 3° | 3° | 2° | 2° |
| Jamaica        | 3° | 4° | 4° | 4° | 6° | 4° | 1° | 2° | 3° | 3° |
| Costa Rica     | 4° | 3° | 3° | 2° | 2° | 3° | 5° | 5° | 5° | 4° |
| El Salvador    | 5° | 5° | 6° | 5° | 4° | 5° | 4° | 4° | 4° | 5° |
| Canadá         | 6° | 6° | 5° | 6° | 5° | 6° | 6° | 6° | 6° | 6° |

### Resultados
| Fecha                    | Lugar            |                |                           | Resultado |                           |                |
| ------------------------ | ---------------- | -------------- | ------------------------- | --------- | ------------------------- | -------------- |
| 2 de marzo de 1997       | Ciudad de México | México         | Bandera de México         | 4:0 (0:0) | Bandera de Canadá         | Canadá         |
| 2 de marzo de 1997       | Kingston         | Jamaica        | Bandera de Jamaica        | 0:0       | Bandera de Estados Unidos | Estados Unidos |
| 16 de marzo de 1997      | Palo Alto        | Estados Unidos | Bandera de Estados Unidos | 3:0 (2:0) | Bandera de Canadá         | Canadá         |
| 16 de marzo de 1997      | Tibás            | Costa Rica     | Bandera de Costa Rica     | 0:0       | Bandera de México         | México         |
| 23 de marzo de 1997      | Tibás            | Costa Rica     | Bandera de Costa Rica     | 3:2 (2:1) | Bandera de Estados Unidos | Estados Unidos |
| 6 de abril de 1997       | Vancouver        | Canadá         | Bandera de Canadá         | 0:0       | Bandera de El Salvador    | El Salvador    |
| 13 de abril de 1997      | Ciudad de México | México         | Bandera de México         | 6:0 (3:0) | Bandera de Jamaica        | Jamaica        |
| 20 de abril de 1997      | Foxborough       | Estados Unidos | Bandera de Estados Unidos | 2:2 (1:1) | Bandera de México         | México         |
| 27 de abril de 1997      | Vancouver        | Canadá         | Bandera de Canadá         | 0:0       | Bandera de Jamaica        | Jamaica        |
| 4 de mayo de 1997        | San Salvador     | El Salvador    | Bandera de El Salvador    | 2:1 (1:0) | Bandera de Costa Rica     | Costa Rica     |
| 11 de mayo de 1997       | Tibás            | Costa Rica     | Bandera de Costa Rica     | 3:1 (1:0) | Bandera de Jamaica        | Jamaica        |
| 18 de mayo de 1997       | Kingston         | Jamaica        | Bandera de Jamaica        | 1:0 (1:0) | Bandera de El Salvador    | El Salvador    |
| 1 de junio de 1997       | Edmonton         | Canadá         | Bandera de Canadá         | 1:0 (0:0) | Bandera de Costa Rica     | Costa Rica     |
| 8 de junio de 1997       | San Salvador     | El Salvador    | Bandera de El Salvador    | 0:1 (0:0) | Bandera de México         | México         |
| 29 de junio de 1997      | San Salvador     | El Salvador    | Bandera de El Salvador    | 1:1 (0:0) | Bandera de Estados Unidos | Estados Unidos |
| 10 de agosto de 1997     | Tibás            | Costa Rica     | Bandera de Costa Rica     | 0:0       | Bandera de El Salvador    | El Salvador    |
| 7 de septiembre de 1997  | Portland         | Estados Unidos | Bandera de Estados Unidos | 1:0 (0:0) | Bandera de Costa Rica     | Costa Rica     |
| 7 de septiembre de 1997  | Kingston         | Jamaica        | Bandera de Jamaica        | 1:0 (0:0) | Bandera de Canadá         | Canadá         |
| 14 de septiembre de 1997 | Kingston         | Jamaica        | Bandera de Jamaica        | 1:0 (0:0) | Bandera de Costa Rica     | Costa Rica     |
| 14 de septiembre de 1997 | San Salvador     | El Salvador    | Bandera de El Salvador    | 4:1 (1:1) | Bandera de Canadá         | Canadá         |
| 3 de octubre de 1997     | Washington D. C. | Estados Unidos | Bandera de Estados Unidos | 1:1 (0:0) | Bandera de Jamaica        | Jamaica        |
| 5 de octubre de 1997     | Ciudad de México | México         | Bandera de México         | 5:0 (3:0) | Bandera de El Salvador    | El Salvador    |
| 12 de octubre de 1997    | Edmonton         | Canadá         | Bandera de Canadá         | 2:2 (0:1) | Bandera de México         | México         |
| 2 de noviembre de 1997   | Ciudad de México | México         | Bandera de México         | 0:0       | Bandera de Estados Unidos | Estados Unidos |
| 9 de noviembre de 1997   | Vancouver        | Canadá         | Bandera de Canadá         | 0:3 (0:1) | Bandera de Estados Unidos | Estados Unidos |
| 9 de noviembre de 1997   | San Salvador     | El Salvador    | Bandera de El Salvador    | 2:2 (0:0) | Bandera de Jamaica        | Jamaica        |
| 9 de noviembre de 1997   | Ciudad de México | México         | Bandera de México         | 3:3 (2:0) | Bandera de Costa Rica     | Costa Rica     |
| 16 de noviembre de 1997  | Kingston         | Jamaica        | Bandera de Jamaica        | 0:0       | Bandera de México         | México         |
| 16 de noviembre de 1997  | San José         | Costa Rica     | Bandera de Costa Rica     | 3:1 (2:0) | Bandera de Canadá         | Canadá         |
| 16 de noviembre de 1997  | Foxborough       | Estados Unidos | Bandera de Estados Unidos | 4:2 (2:0) | Bandera de El Salvador    | El Salvador    |

## Estadísticas

### Tabla general
| Pos. | Equipo                       | Pts | PJ | PG | PE | PP | GF | GC | Dif. | Rend.  |
| ---- | ---------------------------- | --- | -- | -- | -- | -- | -- | -- | ---- | ------ |
| 1    | México                       | 30  | 16 | 8  | 6  | 2  | 37 | 13 | 24   | 62.5%  |
| 2    | Estados Unidos               | 30  | 16 | 8  | 6  | 2  | 27 | 14 | 13   | 62.5%  |
| 3    | Jamaica                      | 39  | 20 | 11 | 6  | 3  | 24 | 15 | 9    | 65%    |
| 4    | Costa Rica                   | 24  | 16 | 7  | 3  | 6  | 22 | 17 | 5    | 50%    |
| 5    | El Salvador                  | 20  | 16 | 5  | 5  | 6  | 23 | 22 | 1    | 41.67% |
| 6    | Canadá                       | 22  | 16 | 6  | 4  | 6  | 15 | 21 | -6   | 45.83% |
| 7    | Cuba                         | 13  | 10 | 4  | 1  | 5  | 17 | 18 | -1   | 43.33% |
| 8    | Guatemala                    | 12  | 8  | 4  | 2  | 2  | 9  | 10 | -1   | 50%    |
| 9    | Panamá                       | 11  | 8  | 3  | 2  | 3  | 14 | 13 | 1    | 45.83% |
| 10   | Honduras                     | 10  | 6  | 3  | 1  | 2  | 18 | 11 | 7    | 55.56% |
| 11   | San Vicente y las Granadinas | 8   | 10 | 2  | 2  | 6  | 17 | 33 | -16  | 26.67% |
| 12   | Trinidad y Tobago            | 7   | 8  | 2  | 1  | 5  | 15 | 10 | 5    | 29.17% |
| 13   | República Dominicana         | 10  | 6  | 3  | 1  | 2  | 9  | 16 | -7   | 55.56% |
| 14   | San Cristóbal y Nieves       | 8   | 4  | 2  | 2  | 0  | 8  | 3  | 5    | 66.67% |
| 15   | Haití                        | 8   | 4  | 2  | 1  | 1  | 9  | 8  | 1    | 66.67% |
| 16   | Barbados                     | 6   | 4  | 2  | 0  | 2  | 2  | 3  | -1   | 50%    |
| 17   | Nicaragua                    | 0   | 2  | 0  | 0  | 2  | 3  | 1  | 2    | 0%     |
| 18   | Belice                       | 0   | 2  | 0  | 0  | 2  | 2  | 6  | -4   | 0%     |
| 19   | Granada                      | 6   | 4  | 2  | 0  | 2  | 9  | 8  | 1    | 50%    |
| 20   | Dominica                     | 4   | 4  | 1  | 1  | 2  | 6  | 6  | 0    | 33.33% |
| 21   | Antillas Neerlandesas        | 1   | 2  | 0  | 1  | 1  | 1  | 2  | -1   | 16.67% |
| 22   | Surinam                      | 0   | 2  | 0  | 0  | 2  | 0  | 2  | -2   | 0%     |
| 23   | Santa Lucía                  | 0   | 2  | 0  | 0  | 2  | 1  | 6  | -5   | 0%     |
| 24   | Islas Caimán                 | 0   | 2  | 0  | 0  | 2  | 0  | 6  | -6   | 0%     |
| 25   | Puerto Rico                  | 0   | 2  | 0  | 0  | 2  | 1  | 9  | -8   | 0%     |
| 26   | Antigua y Barbuda            | 1   | 2  | 0  | 1  | 1  | 4  | 6  | -2   | 16.67% |
| 27   | Aruba                        | 0   | 2  | 0  | 0  | 2  | 3  | 6  | -3   | 0%     |
| 28   | Guyana                       | 0   | 2  | 0  | 0  | 2  | 1  | 8  | -7   | 0%     |

### Goleadores
| Jugador            | Selección      | Goles marcados | PJ |
| ------------------ | -------------- | -------------- | -- |
| Carlos Hermosillo  | México         | 11             | 14 |
| Raúl Díaz Arce     | El Salvador    | 9              | 16 |
| Benjamín Galindo   | México         | 8              | 12 |
| Lázaro Darcourt    | Cuba           | 6              | 8  |
| Paulo Wanchope     | Costa Rica     | 6              | 10 |
| Luis Roberto Alves | México         | 5              | 6  |
| Jorge Dely Valdés  | Panamá         | 5              | 6  |
| Nicolás Suazo      | Honduras       | 5              | 6  |
| Juan Carlos Plata  | Guatemala      | 5              | 7  |
| Walter Boyd        | Jamaica        | 5              | 11 |
| Eric Wynalda       | Estados Unidos | 5              | 11 |
| Alex Bunbury       | Canadá         | 5              | 16 |
| Theodore Whitmore  | Jamaica        | 5              | 19 |

## Clasificados
| Bandera de México | Bandera de Estados Unidos | Bandera de Jamaica |
| México            | Estados Unidos            | Jamaica            |
| Primer puesto     | Segundo puesto            | Tercer puesto      |